# Heinrich Blarer

Heinrich Blarer
Porträt von 1460 mit den Insignien des Kannenordens: Pelz, Bisamapfel, Schulterband, Kleinod im Hintergrund. Gemalt vom sog. Hausbuchmeister. (Heute im Rosgartenmuseum Konstanz)

Heinrich Blarer (* um 1420; † 11. August 1476) war ein Konstanzer Handelsherr und Patrizier.

## Leben
Heinrich Blarer wurde um 1420 als Sohn von Ulrich Blarer zum Pflug (ca. 1390 – nach 1443) und der Afra geboren. Dem Stand nach Patrizier steuerte er als Handelsherr von 1433 bis 1476 auf dem „Fischmarkt“.  Um ca. 1445 hat er Anna Speiler geheiratet. Die Ehe blieb kinderlos.
Er war Mitglied des Kannenordens von Aragon und womöglich auch der Gesellschaft Zur Katz. Zusammen mit seinem Vetter Albrecht Blarer hat er dem Hochstift Konstanz 1500 Pfund Heller geliehen.
Am 11. August 1476 ist er ohne weitere Nachkommen gestorben. Seine Witwe Anna Speiler stiftete 1476 zu seinem Andenken eine Kaplanei in Diessenhofen und eine Pfründe auf einen Altar im Hochstift Konstanz.